# Eyzin-Pinet
Eyzin-Pinet là một xã thuộc tỉnh Isère, vùng Rhône-Alpes đông nam nước Pháp. Xã này nằm ở khu vực có độ cao trung bình 312 mét trên mực nước biển.